# Государственный переворот в Таиланде (2006)
Военный переворот 2006 года в Таиланде состоялся вечером 19 сентября 2006 года. Это был 12-й переворот за всю историю страны с 1932 года.
Командующий сухопутными войсками генерал Сонтхи Буньяратглин, возглавивший путч, в телевизионном обращении к стране заявил, что переворот был необходим для объединения Таиланда. При этом, добавил он, военные не имеют намерения оставаться у власти.
Путч прошёл бескровно, убитых и раненых нет. По сообщениям информационных агентств, события развивались стремительно. Вечером войска блокировали улицы, ведущие к правительственным кварталам Бангкока. Военные ворвались в здание правительства и разоружили полицию. Были арестованы вице-премьер Читчай Ваннасахит и министр обороны Таммарак Исарагура. Войска установили контроль и над телевидением. Военные заверили в своей лояльности королю Пумипону Адульядету и сообщили, что учреждают орган управления страной — Совет административных реформ.
На всей территории страны введены в действие законы военного времени. Приостановлено действие конституции. Военные объявили о закрытии границ с соседними странами, ввели ограничения на работу СМИ и запретили собираться группами более пяти человек. В стране запрещены все общественные собрания и деятельность политических партий.
События застали премьер-министра Таиланда Таксина Чинавата в Нью-Йорке, где он принимал участие в сессии Генеральной Ассамблеи ООН. Таксин Чинават объявил о введении в стране чрезвычайного положения и призвал армию действовать в рамках закона. Однако трансляция его заявления и обращения к нации по телевидению Таиланда была прервана.

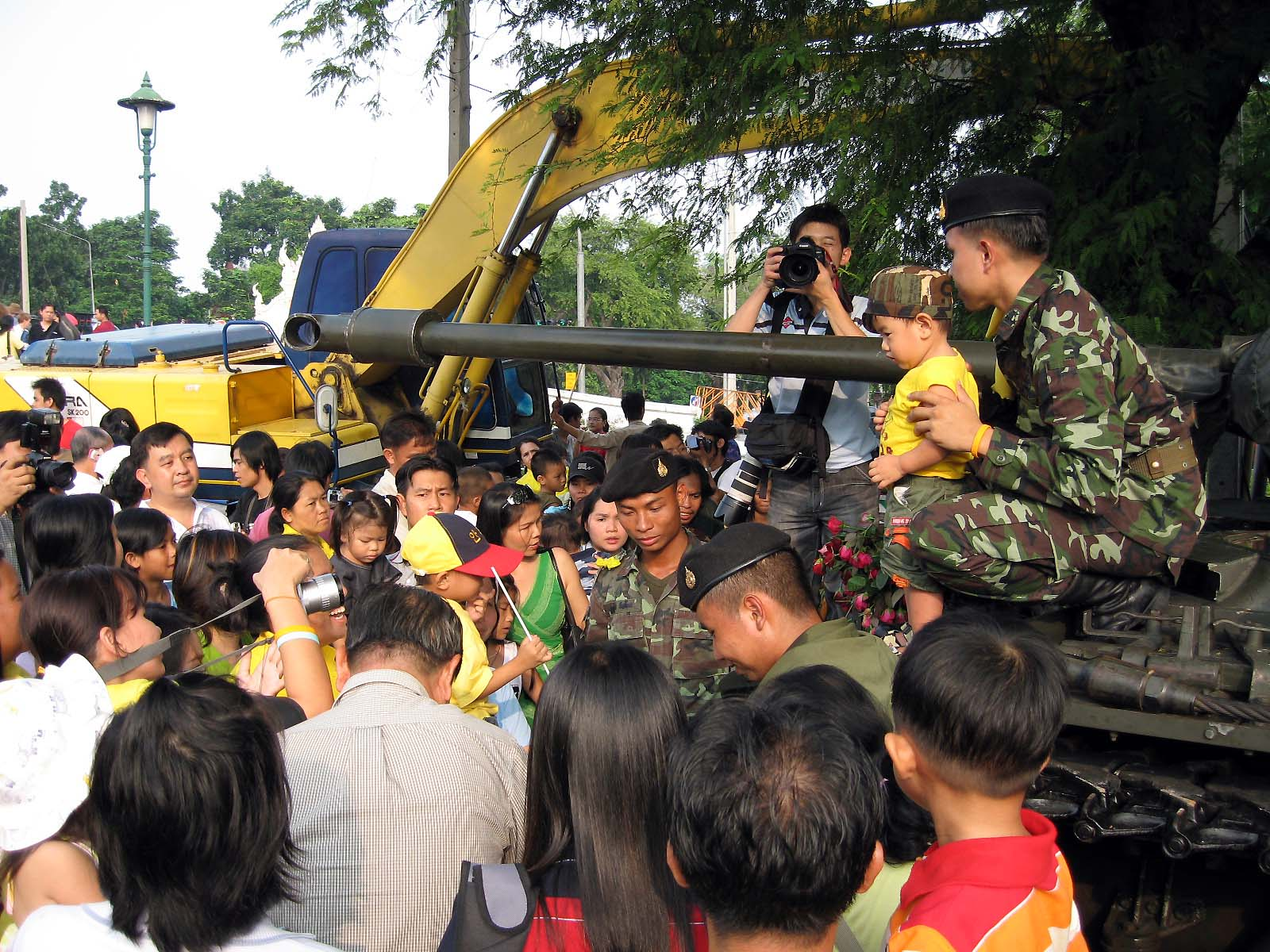
Туристы и жители Бангкока фотографируются с военными

Таксин Чинават формально сложил с себя премьерские полномочия 4 апреля 2006 под давлением массовых демонстраций протеста против проведённых 2 апреля внеочередных парламентских выборов. Оппозиция выборы бойкотировала, в результате партия сторонников премьера «Тай рак тай» одержала победу. Формирование правительства, однако, оказалось невозможным, и на середину октября были намечены новые парламентские выборы.
21 сентября отстранённый от власти премьер Таиланда Таксин Чинават обнародовал в Лондоне, где у него есть собственный дом или квартира, заявление, в котором призвал к скорейшему проведению в стране выборов. О себе он сообщил, что намерен отдохнуть от политики.
25 сентября в Таиланде начала работу комиссия по расследованию деятельности свергнутого правительства страны, члены которого подозреваются в коррупции. На проведение расследования отведён год.

## Новый премьер
1 октября в Таиланде был назначен новый премьер-министр — бывший командующий таиландской армией 63-летний генерал Сураюд Чуланонт. Его имя назвал лидер военной хунты генерал Сонти Боонъяратглин, глава Совета административных реформ. Сураюд Чуланонт пользуется большим авторитетом среди военных. В последние годы он был членом тайного совета при короле Таиланда.
Король Таиланда Адульядет одновременно объявил о введении в стране временной конституции вместо основного закона, отменённого путчистами 19 сентября. Проект этого документа королю предложили те же путчисты. Согласно ему, власть в стране передаётся от Совета административных реформ к правительству, а сам Совет административных реформ будет преобразован в совет национальной безопасности, который, будучи формально подотчётным премьер-министру, будет наделён широкими полномочиями. Во временной конституции также дарована амнистия и неприкосновенность руководителям событий 19 сентября.
Новый премьер-министр освободил четырёх ближайших сподвижников свергнутого премьера Таксина Чинавата — вице-премьера Читчая Ванасатхита, министра природных ресурсов Йонгиута Тийапаирата, главу аппарата правительства Неуина Четчоба и советника Проммина Лертсуридея. Из центра столицы были выведены танки.

## Временное правительство

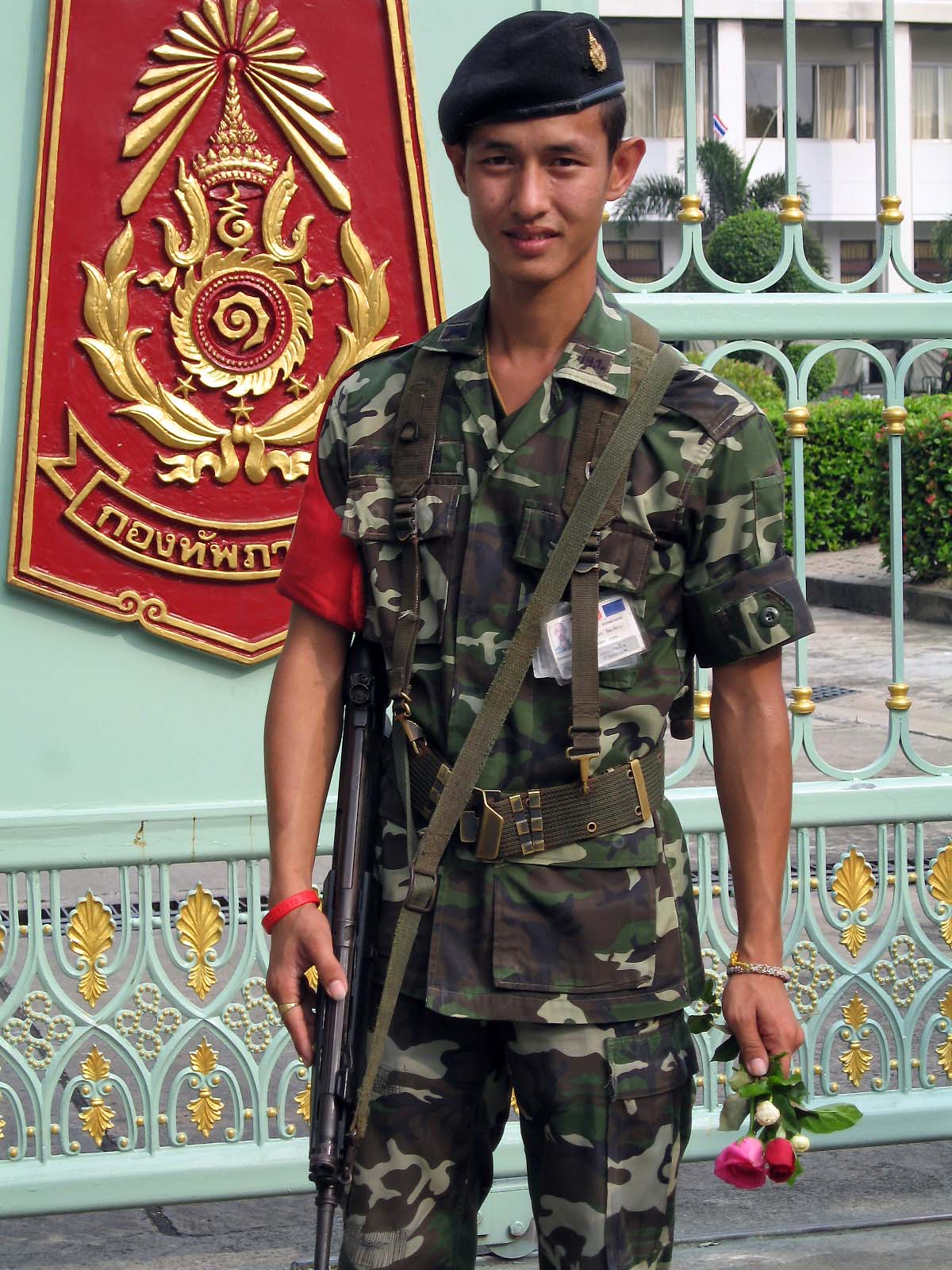
Солдат Королевской армии Таиланда в центре столицы

8 октября 2006 официально сообщено о том, что временный премьер-министр Таиланда генерал в отставке Сураюд Чуланонт представил королю Пумипону Адульядету список временного правительства страны, которое будет исполнять свои обязанности до принятия новой конституции и проведения парламентских выборов в октябре 2007 года. Правительство должно исправить ошибки, допущенные смещённым премьер-министром Таксином Чинаватом, который не заботился о реальном развитии экономики и межнациональных отношениях (имеется в виду конфликт между буддистами и мусульманами).
Министром финансов и заместителем премьера по экономическим вопросам станет глава Центрального банка Таиланда Придияторн Девакула. Экономические министерства также возглавят исполнительный председатель Бангкокского банка Косит Панпиермас и бывший секретарь министра торговли Крирккрай Джирапайет.
Министром иностранных дел, по-видимому, станет бывший посол в США Нития Пибулсонгграм. Министерство обороны возглавит бывший начальник штаба армии Бунрод Сомтад.
Бывший премьер-министр Таксин Чинават жёстко подавлял выступления мусульман в южных провинциях страны, что вело лишь к эскалации насилия. Здесь с момента последних массовых столкновений (январь 2004) было убито свыше полутора тысяч человек. Новые власти Таиланда заявляют о начале диалога с исламскими боевиками.